# Ben Lomond (Scozia)
Il Ben Lomond ("Monte Lomond"; in gaelico scozzese: Beinn Laomainn, pron. /peɲ ˈlˠ̪ɯːməɲ/) è un monte della Scozia sud-occidentale dell'altezza di 974 metri

## Descrizione
Fa parte della catena montuosa delle Highlands e situato nell'area amministrativa di Argyll e Bute, nei pressi del Loch Lomond.
È il più meridionale dei cosiddetti munros, ovvero tra le montagne scozzesi che superano i 3.000 piedi di altezza.  Fa parte del Ben Lomond National Memorial Park e del Parco nazionale Loch Lomond e Trossachs, proprietà del National Trust for Scotland.

## Etimologia
Il nome della montagna Beinn Laomainn significa letteralmente "montagna-faro", "monte-vedetta", probabilmente in virtù della sua altezza.

## Geografia
Il Ben Lomond si affaccia sulla sponda nord-orientale del Loch Lomond e si trova a nord del Ben Uird, a sud del Loch Arklet e del Loch Katrine e a nord-ovest del Loch Ard, a non molti chilometri a nord di Glasgow.

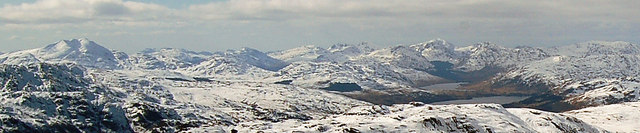
Scozia: panoramica del Ben Lomond

## Nella cultura di massa
Il monte è menzionato nella canzone popolare The Bonnie Banks O' Loch Lomond (1745)

## Galleria d'immagini

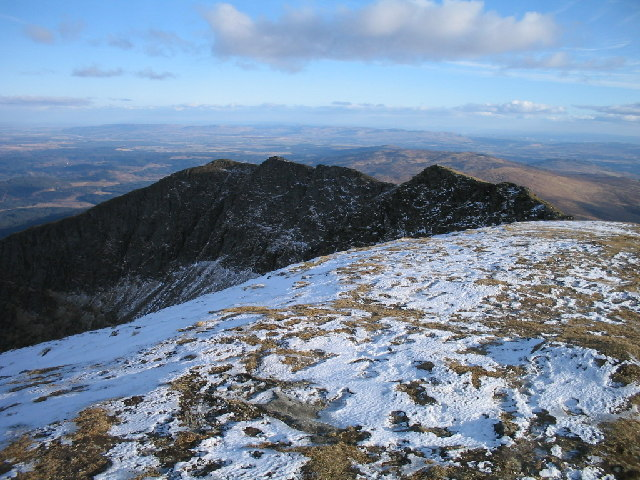
La cima del Ben Lomond
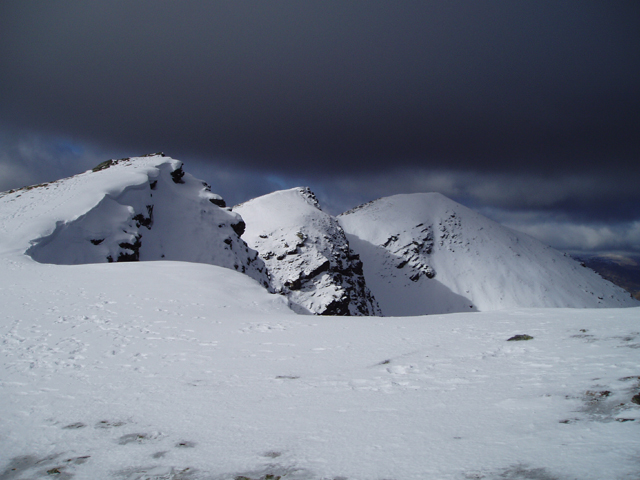
Il Ben Lomond innevato